# Долягин, Юрий Алексеевич
Юрий Алексеевич Долягин (1 июля 1936 — 22 июня 2008) — советский хоккеист, защитник. Мастер спорта СССР (1960).

## Биография
Воспитанник команды «Красный Октябрь» / «Крылья Советов» (Тушино), за которую играл в 1954—1956 годах. В 1956—1959 годах числился в московских «Крыльях Советов», но играл за Дом офицеров (Владимир) (1956—1958) и «Труд» Тушино (1958). В чемпионате СССР выступал за «Химик» Воскресенск (1959/60 — 1961/62), «Спартак» Москва (1962/63 — 1963/64), «Крылья Советов» (1964/65).
Бронзовый призёр чемпионата СССР (2): 1963, 1964.